# Bangladesh Tariqat Federation
Bangladesh Tariqat Federation, oder auch Bangladesh Tarikat Federation (BTF, bengalisch বাংলাদেশ তরিকত ফেডারেশন) ist eine Partei in Bangladesch. Sie vertritt eine sufistisch-islamische politische Richtung. Politischer Hauptgegner ist die islamistische Bangladesh Jamaat-e-Islami.

## Parteigeschichte
Nach der Parlamentswahl in Bangladesch 2001 war eine Koalitionsregierung unter Führung der Bangladesh Nationalist Party (BNP) unter Premierministerin Khaleda Zia gebildet worden. Die Koalitionsregierung schloss auch die islamistische Jamaat-e-Islami (JI) ein. Dies wurde von den Oppositionsparteien heftig kritisiert und war auch innerhalb der BJP nicht unumstritten, da Jamaat im Unabhängigkeitskrieg 1971 gegen die Unabhängigkeit Bangladeschs von Pakistan aufgetreten war und das pakistanische Militär bei der Unterdrückung der Unabhängigkeitsbewegung unterstützt hatte. Während der Regierungszeit der Koalitionsregierung bis 2005 kam es wiederholt zu Terroraktionen und Bombenattentaten islamistischer Gruppen in Bangladesch. Besonders spektakulär war eine Serie von landesweiten Bombenanschlägen am 17. August 2005 durch die illegale Terrororganisation Jamaat-ul-Mujahideen Bangladesh. Zusätzlich hatte es eine ganze Reihe von Bombenanschlägen (sunnitisch-)islamistischer Extremisten auf Sufi-Schreine gegeben. Immer wieder kursierten Gerüchte über insgeheime Verbindungen zwischen Jamaat und den islamistischen Terroristen, die von dieser jedoch bestritten wurden.
Aufgrund dieser weithin vermuteten Verbindungen von Jamaat zum sunnitisch-islamistischen Terrorismus riefen verschiedene sunnitische und Sufi-Organisationen am 6. Juli 2005 die Premierministerin dazu auf, die Jamaat-Minister aus dem Kabinett zu entlassen. Personen, die keine Respekt gegenüber sufistischen Heiligtümern, Mausoleen und Heiligenschreinen zeigten, müssten bestraft werden. Jamaat sei als Staatsfeind zu betrachten. Als dies nicht eintrat, erklärte der BNP-Politiker Mujibul Bashar Maizbhandari Ende September 2005 seinen Austritt aus der BNP. Er könne nicht länger eine Koalition mit Jamaat unterstützen. Eine Woche später, am 3. Oktober 2005, gab er in Dhaka die Gründung einer neuen Partei, Bangladesh Tariqat Federation, bekannt. Der Name nimmt Bezug auf den Begriff „Tarīqa“ aus dem Sufismus, der einen wesentlichen Teil der ideologischen Grundlage der Partei bildete.
Im Jahr 2006 bildete die BTF eine Allianz (Jatiya Oikiya Front, „Nationale Vereinigte Front“) mit zwei weiteren Kleinstparteien, Bikalpa Dhara Bangladesh und Oikya Manch.
Bei der Parlamentswahl 2008 gewann BTF 19.750 Stimmen (0,03 %), verglichen zu Jamaat-e-Islami, die 3,16 Millionen Stimmen (4,5 %) erreichte.
Im Januar 2009 reichte BTF zusammen mit anderen Parteien eine Klage auf Aberkennung der Registrierung von Jamaat-e-Islami als politische Partei bei der Wahlkommission Bangladeschs ein, da JI gegen die festgelegten Grundsätze der Wahlordnung verstoße. Am 1. August 2013 entzog das Oberste Gericht Bangladeschs JI die Registrierung als politische Partei, was zur Folge hatte, dass Jamaat an der Parlamentswahl 2014 nicht teilnehmen konnte. Am 5. August 2013 äußerten BTF-Vertreter auf einer Pressekonferenz ihre Genugtuung über das Urteil und forderten ein vollständiges Verbot der Jamaat-e-Islami. Jamaat sei keine wirkliche politische Partei, sondern eine religions-basierte Organisation, die kommunalistisches Gedankengut propagiere. Daher könne sie einfach per Regierungserlass verboten werden.
Vor der Parlamentswahl 2014 verbündete sich BTF im Rahmen einer Multiparteienallianz („Grand Alliance“) mit der Awami-Liga. Diese Allianz erreichte aufgrund des Wahlboykotts der Oppositionsparteien eine Zweidrittelmehrheit im Parlament. Auch die Tariqat Federation gewann einen der insgesamt 300 Wahlkreise (Chittagong-2 (279) – hier war Parteiführer Maizbhandari erfolgreich) und wurde an der folgenden Regierung unter Hasina Wajed beteiligt.